# Orveytbos

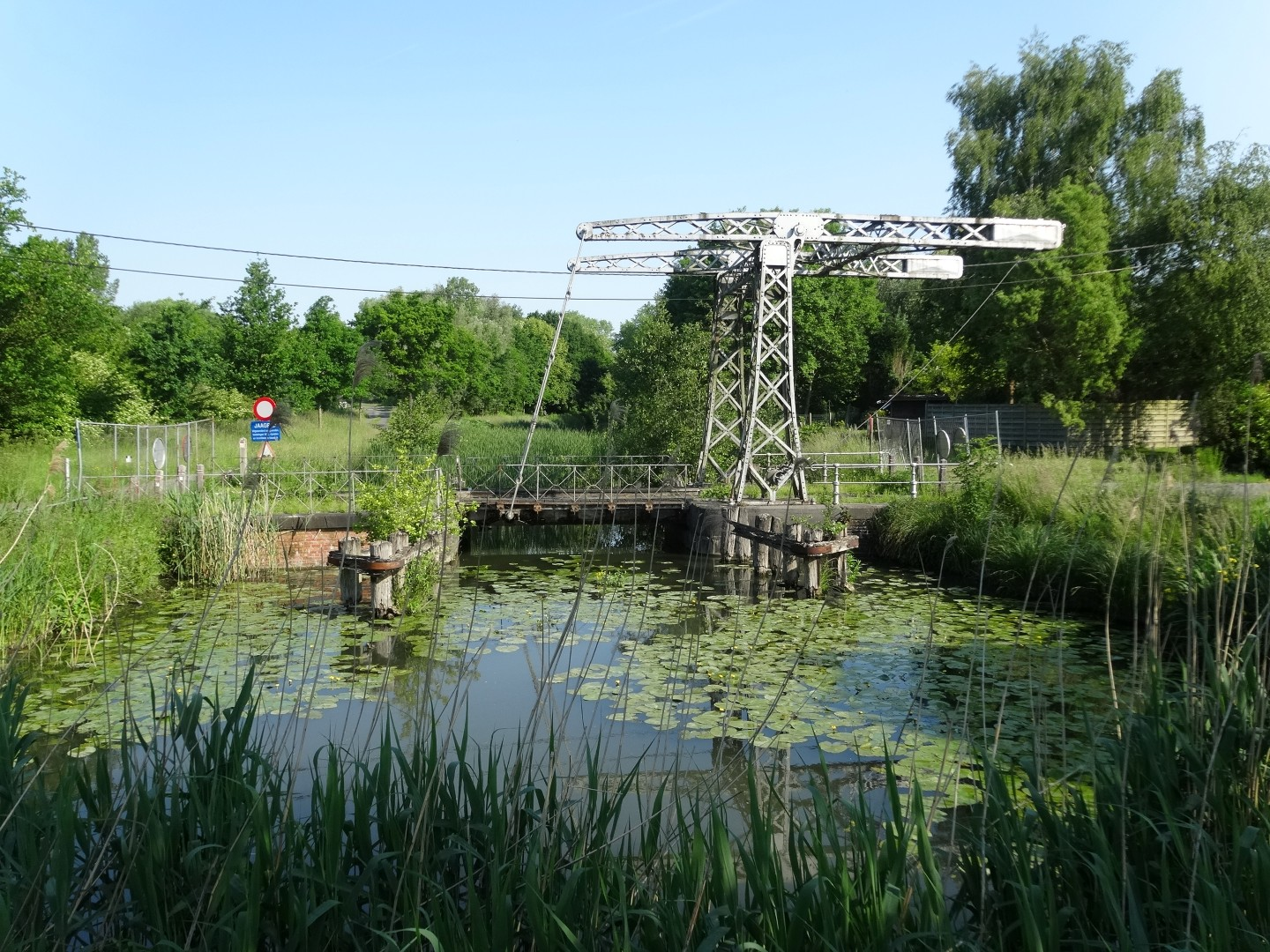
Sint-Pietersbrugje en Orveytbos

Het Orveytbos ligt ter hoogte van Moen, langs het Kanaal Kortrijk-Bossuit. Het bos is ontstaan in de jaren 1970, toen de toenmalige tunnel werd weggegraven en vervangen door een open vaargeul/kanaal.
Aanvankelijk dienden de schepen op het kanaal Kortrijk-Bossuit even ondergronds te varen, door een tunnel van ongeveer 610 meter lang.
De klei die werd weggegraven (ongeveer 225.000 vrachtwagens), werd op het landbouwgebied naast het kanaal gestort, wat resulteerde in een kleine heuvel die begroeide, nu gekend als het Orveytbos. Pas in 2001 werd dit opengesteld voor het publiek.
Nu is dit een plek om wandelingen in een divers groengebied te maken, met variaties van bos, poelen en veel meer.

## Toegankelijkheid
De Orveytwandelroute doorkruist het bos. Tevens kan dit bos worden bereikt via het wandelnetwerk 'Land van Mortagne'.